# مراشده، قنا
مراشده (به عربی: المراشدة)، روستایی از توابع شهرستان وقف در استان قنا و کشور مصر است.

## جمعیت
براساس سرشماری سال ۲۰۰۶ مصر، جمعیت آن ۲۱۹۲۶ نفر(۱۱۲۶۹ مرد و  ۱۰۶۵۷ زن) بوده‌است.